# Lagrangià d'Euler-Heisenberg
En física teòrica, el lagrangià d'Euler-Heisenberg es un lagrangià que descriu la dinàmica no lineal dels camps electromagnètics al buit. Va ser proposat per primera vegada per Werner Heisenberg i Hans Heinrich Euler el 1936. En tractar el buit com un mitjà, prediu les taxes dels processos d'interacció de la llum dins la teoria de l'electrodinàmica quàntica (QED).

## Física
El lagrangià té en compte la polarització al buit a un bucle, i és vàlid per a camps electromagnètics que canvien lentament en comparació amb l'invers de la massa de l'electró,
{\displaystyle {\mathcal {L}}=-{\mathcal {F}}-{\frac {1}{8\pi ^{2}}}\int _{0}^{\infty }\exp \left(-m^{2}s\right)\left[(es)^{2}{\frac {\operatorname {Re} \cosh \left(es{\sqrt {2\left({\mathcal {F}}+i{\mathcal {G}}\right)}}\right)}{\operatorname {Im} \cosh \left(es{\sqrt {2\left({\mathcal {F}}+i{\mathcal {G}}\right)}}\right)}}{\mathcal {G}}-{\frac {2}{3}}(es)^{2}{\mathcal {F}}-1\right]{\frac {ds}{s^{3}}}.}
Aquí m és la massa de l'electró, e la seva càrrega elèctrica, {\displaystyle {\mathcal {F}}={\frac {1}{2}}\left(\mathbf {B} ^{2}-\mathbf {E} ^{2}\right)}, i {\displaystyle {\mathcal {G}}=\mathbf {E} \cdot \mathbf {B} }.
{\displaystyle {\mathcal {L}}={\frac {1}{2}}\left(\mathbf {E} ^{2}-\mathbf {B} ^{2}\right)+{\frac {2\alpha ^{2}}{45m^{4}}}\left[\left(\mathbf {E} ^{2}-\mathbf {B} ^{2}\right)^{2}+7\left(\mathbf {E} \cdot \mathbf {B} \right)^{2}\right].}
Descriu la dispersió fotó-fotó en QED; Robert Karplus i Maurice Neuman van calcular l'amplitud total, que és molt petita.

## Experiments
La dispersió Delbrück dels raigs gamma va ser observada el 1953 per Robert Wilson. La divisió de fotons en camps magnètics forts es va mesurar l'any 2002. La dispersió llum per llum es pot estudiar utilitzant els forts camps electromagnètics dels hadrons col·lisionants a l'LHC, i la seva observació va ser realitzada per l'experiment ATLAS el 2019.
L'experiment PVLAS cerca la polarització al buit dels raigs làser que travessen camps magnètics per detectar els efectes de matèria fosca formada per axions. No s'ha trobat cap senyal i les cerques continuen. L'OSQAR del CERN també estudia la birefringència al buit.
El 2016 un equip d'astrònoms d'Itàlia, Polònia i el Regne Unit va informar observacions de la llum emesa per un estel de neutrons (pulsar RX J1856.5−3754). L'estel genera un camp magnètic molt fort (10 13 G), i s'espera birefringència a partir de la polarització al buit descrita pel Lagrangià d'Euler-Heisenberg. Es va mesurar un grau de polarització d'un 16% i es va afirmar que era "prou gran com per suportar la presència de birefringència al buit, tal com va predir QED". Fan et al. va assenyalar que els seus resultats són incerts a causa de la baixa precisió del model de l'estel de neutrons i la direcció de l'eix de magnetització.
El juliol de 2021 es va informar de la primera observació de birefringència al buit per l'experiment STAR al Relativistic Heavy Ion Collider, també es va estudiar el procés Breit-Wheeler.
El maig de 2022, el primer estudi de l'IXPE va donar a entendre la possibilitat de birefringència al buit en el magnetar 4U 0142+61.